# The Mark of the Beast
The Mark of the Beast je debitantski studijski album italijansko-slovenske rock skupine Devil Doll.
Izdan je bil leta 1988 v enem samem izvodu, ki je v lasti Mr. Doctorja, frontmana skupine.
Album ni bil nikoli na voljo javnosti in njegova vsebina ostaja skrivnost.

## Ozadje
V enem od redkih intervjujev, ki jih je dal Mr. Doctor osebno, je povedal, da je bil The Girl Who Was... Death v resnici drugi album skupine, prvi album pa je bil natisnjen v enem samem izvodu, ki je bil ročno poslikan in je ostal v lasti Mr. Doctorja.
Povedal je tudi, da so se deli kompozicije tega albuma pojavili na ostalih albumih.
Zvočni inženir za album je bil Jurij Toni.
Občutek, ki ga je doživel, ko je bil prisoten na snemanju albuma, je opisal kot "polno imerzijo v labirint misli."